# Ivana Nováková
Ivana Nováková roz. Kotíková (* 16. července 1965, Hranice) je bývalá československá hráčka basketbalu. Je vysoká 178 cm. Je zařazena na čestné listině mistrů sportu.

## Sportovní kariéra
Patřila mezi opory basketbalového reprezentačního družstva Československa, za které v letech 1983 až 1991 hrála celkem 172 utkání a má významný podíl na dosažených sportovních výsledcích. Zúčastnila se kvalifikace na Olympijské hry 1984 (Havana, Kuba) a Olympijských her 1988 (Soul, Jižní Korea) – 8. místo, Mistrovství světa 1986 Moskva – 4. místo, tří Mistrovství Evropy 1987, 1989, 1989, na nichž získala stříbrnou medaili za druhé místo v roce 1989, čtvrté a páté místo (1987, 1991). Na Mistrovství Evropy juniorek v roce 1983 (Pescara, Itálie) s družstvem Československa získala titul mistryně Evropy.
V československé basketbalové lize žen hrála celkem 9 sezón (1981–1990) za družstvo VŠ Praha, s nímž získala v ligové soutěži šest titulů mistra Československa (1981–1985, 1987–1989) a třikrát druhé místo (1985–1987, 1990). V letech 1987 až 1989 byla třikrát vybrána jako basketbalistka roku a v sezónách 1986/87 až 1988/89 byla třikrát vybrána do All-Stars – nejlepší pětice hráček československé ligy. Je na 44. místě v dlouhodobé tabulce střelkyň československé ligy žen za období 1963–1993 s počtem 2316 bodů.
S klubem VŠ Praha hrála 5 ročníků Poháru mistrů evropských zemí v basketbalu žen (PMEZ), v ročníku 1984 prohra v semifinále proti Levski Spartak Sofia (Bulharsko), 1989 a 1990 účast ve finálové skupině a dvakrát účast ve čtvrtfinálové skupině.
V Poháru vítězů pohárů (Ronchetti Cup) družstvo hrálo 3 ročníky (1979–1988), bylo dvakrát vyřazeno v semifinále 1987 (FD Miláno) a 1988 (Dinamo Kyjev) a hrálo ve čtvrtfinále (1982).  

## Sportovní statistiky

### Kluby
- 1981–1990 VŠ Praha, celkem 9 sezón a 9 medailových umístění: 6x mistryně Československa (1981–1985, 1987–1989), 3x vicemistryně Československa (1985–1987, 1990)
- 1987–1989: basketbalistka roku, 3x (1987, 1988, 1989) – vyhlásila Československá basketbalová federace
- 1986–1989: All Stars – nejlepší pětka hráček ligy – zařazena 3x: od 1986/87 do 1988/89

### Evropské poháry
(je uveden počet zápasů (vítězství – porážky) a celkový výsledek v soutěži)
- S klubem VŠ Praha
- Pohár mistrů evropských zemí v basketbalu žen (PMEZ) – celkem 5 ročníků poháru (1983-1990)
  - 1984 – v semifinále vyřazena od Levski Spartak Sofia (Bulharsko), 1989, 1990 – 2x ve finálové skupině
  - 1985 – ve čtvrtfinále vyřazena od Agon 08 Dusseldorf (NSR), 1983 účast ve čtvrtfinálové skupině,
- Pohár vítězů pohárů – Ronchetti Cup – celkem 3 ročníky (1982–1988)
  - 2x prohra v semifinále 1987 (Feminille Deborah Miláno Itálie), 1988 (Dinamo Kyjev), účast ve čtvrtfinále (1982)

### Československo
- Kvalifikace na Olympijské hry 1980 Varna, Bulharsko (60 bodů /10 zápasů) 8. místo
- Olympijské hry 1988 Soul, Jižní Korea (77 /5, nejlepší střelkyně) 8. místo
- Mistrovství světa: 1986 Moskva, Sovětský svaz (76 bodů /7 zápasů) 4. místo
- Mistrovství Evropy: 1987 Cadiz, Španělsko (98 /7) 4. místo, 1989 Varna, Bulharsko (80 /5, nejlepší střelkyně) 2. místo, 1991 Tel Aviv. Izrael (2 /1), celkem na 3 ME 180 bodů a 13 zápasů
- 1983–1991 celkem 172 mezistátních zápasů, na OH, MS a ME celkem 393 bodů v 35 zápasech
- 1983 – Mistrovství Evropy juniorek Pescara, Itálie (83 /7), 1. místo a titul mistryně Evropy